# باريونيكسيات
باريونيكسيات أو الباريونيكات "Baryonychinae"، هي فصيلة فرعية من الديناصورات الثيروبودية التابعة لفصيلة السبينوصوريات عاشت هذه الديناصورات خلال العصر الكريتاسي المبكر،تُعرف بأسنانها المخروطية وأفواهها الطويلة التي تشبه التماسيح والتي تشير إلى أنها كانت تتغذى بشكل أساسي على الأسماك و افرد هذه الفصيلة الاغلبية منهم لايملكون الاشرعة والافراد الذين يملكونها تكون اشرعتهم صغيرة مقارنة بالسبينوصور او غيره.
- باريونيكس
- سوكوميمس